# モード・マノーニ
モード・マノーニ (Maud Mannoni; 1923年10月22日 - 1998年3月15日) はフランスのラカン派精神分析家・教育者であり、児童精神分析を専門とする。英国の反精神医学運動に触発され、開かれた精神医療を目指して1969年にボヌーイ・シュル・マルヌ実験校を設立。また、ジャック・ラカンが創設し1980年に解散したパリ・フロイト派の活動を受け継ぎ、1994年にエスパス・アナリティック(分析空間) を創設した。邦訳書に『反-精神医学と精神分析』、『症状と言葉 ― 子供の精神障害とその周辺』、『子どもの精神分析』、『母と子の精神分析』がある。

## 経歴

### 背景
1923年10月22日、コルトレイク（ベルギー）でマグダレーナ・ファン・デル・スプールとして生まれた。父がセイロン（現スリランカ）のオランダ総領事であったため、幼児期をセイロンのコロンボで過ごし、6歳でベルギーに帰国した。突然セイロンの乳母から引き離され、環境が変化したことは彼女の心に深い傷を残し、後に、5歳のときにロンドンからチャタムへ引っ越したチャールズ・ディケンズや、5歳までボンベイで過ごし、帰国後に虐待を受けたとされるラドヤード・キプリングなどの研究において、彼らの執筆活動は突然奪われた幼少時代とのつながりを回復しようとする試みであるとし、マノーニ自身「私は自分の作品に自分を重ね合わせている。作品が私を《支えてくれる》」と書いている。

### 精神分析
ブリュッセル大学で犯罪学を専攻した後、1948年にベルギー精神分析学会に入会し、学業を続ける傍ら、心理技術者の資格を取得した。1949年にベルギー精神分析学会が（1910年にジークムント・フロイトによって設立された）国際精神分析協会の加盟団体となり、マノーニは以後（ジャック・ラカンの脱会後も）1998年に亡くなるまで同協会の会員であった。パリに居を定め、トゥルーソー病院に勤務。ここで精神分析家のフランソワーズ・ドルトに出会い、さらにドルトの紹介で同じく精神分析家のオクターヴ・マノーニに出会って結婚。オクターブの紹介でラカンとも一緒に仕事をするようになった。マノーニは後に、「ドルトは私を娘のように受け入れてくれた。私の実父母に対する愛着をあっさり解消し、オクターヴに紹介してくれた。オクターヴは私が家庭に入ることを望んでいたけれど、ラカンが経験を真に自分のものにするための言葉を与えてくれた。たんに彼の教えに従うのではなく、常に監督者かつ友人としての関係を通じて」と述懐している。また、オクターヴの紹介で『レ・タン・モデルヌ』のメンバーとの交流が深まり、1960年には「アルジェリア戦争における不服従の権利に関する宣言」と題する「121人のマニフェスト」― アルジェリア戦争を合法的な独立闘争であると認め、フランス軍が行っている拷問を非難し、フランス人の良心的兵役拒否者を政府が尊重することを政府と市民によびかける公開状 ― に署名した。

### 反精神医学
1964年、ラカンによるスイユ出版社の「フロイト分野」シリーズの最初の著書として『知的障害のある子どもとその母親 (l'Enfant arriéré et sa mère)』を発表した。これは英国の精神分析家ドナルド・ウィニコットやメラニー・クラインの仕事に触発された内容であった。1967年には英国の反精神医学を代表する精神分析家ディヴィッド・クーパーやロナルド・D・レインを招いて、パリで精神病に関する大規模なシンポジウムを開催し、さらに『症状と言葉 ― 子供の精神障害とその周辺 (l'Enfant, sa «maladie» et les autres)』を発表した。

### ボヌーイ・シュル・マルヌ実験校
1969年、ロベール・ルフォール医師と共に青少年のための精神医療施設ボヌーイ・シュル・マルヌ実験校を設立した。医療施設というより「生活の場」であり、反精神医学とフレネ教育に基づく「爆発した学校 (institution éclatée)」すなわち「外部に開かれた」学校を目指した。マノーニは「学校教育が、子どもたちが将来、許可された規範を外れた考え方をしないように、調教する場である」ことを批判し、「青年が親や教師に（入院させられることなく）『あなたは間違っている。あなたが住んでいる世界には住みたくない』と言えたら、その日こそ、教育が成功したことになる」と語っている。

### エスパス・アナリティック
ジャック・ラカンが創設したパリ・フロイト派は1980年に解散し、1982年にパリ第7大学臨床人間学部教授パトリック・ギヨマール、オクターヴ・マノーニ、モード・マノーニにより「精神分析教育・研究センター (CFRP)」が設立されたが、内部対立が生じたため、1994年にモード・マノーニが解散を宣言。マノーニは同年10月16日にエスパス・アナリティック(分析空間) を創設した。
『反-精神医学と精神分析』の訳者で精神科医の松本雅彦は同書の「訳者あとがき」で、原題の逐語訳は『精神科医・彼の《狂人》・精神分析』であるとし、この「狂人」とは伝統的精神医学が作り上げた「狂人」であり、「狂人は彼自身において狂人なのではなく、現実の社会およびその社会の体現者である精神科医との関係において狂人にさせられるのだ」、「（マノーニは）すべての人びとの内奥に狂気の存在することを認めながら、ある特定の人間にのみその狂気を投影し、「精神病」と規定するわれわれ正常者のあり方を問おうとする。狂気は狂気であって、決して精神病ではない、狂気を精神病とするのは、悪しき疑似科学が行なう不当な医療化、精神医療化である」とマノーニの主張を解説している。

## 著書
- L'enfant arriéré et sa mère : étude psychanalytique (知的障害のある子どもとその母親 ― 精神分析学的研究), Seuil, 1964
- Le Premier Rendez-vous avec le psychanalyste, Denöel / Gonthier, 1965
  - 『子どもの精神分析』(山口俊郎訳, 人文書院, 1978)
- L'Enfant, sa « maladie » et les autres, Seuil, 1967
  - 『症状と言葉 ― 子供の精神障害とその周辺』(高木隆郎, 新井清訳, ミネルヴァ書房, 1975)
- Le psychiatre, son fou et la psychanalyse, Seuil, 1970
  - 『反-精神医学と精神分析』(松本雅彦訳, 人文書院, 1974)
- Éducation impossible (不可能な教育) avec une contribution de Simone Benhaïm, Robert Lefort et d'étudiants, Seuil, 1973
- Un lieu pour vivre : Les enfants de Bonneuil, leurs parents et l'équipe des "soignants" (生きるための場 ― ボヌーイの子どもたち、親たち、「治療者」グループ) avec des contributions de Robert Lefort, de Roger Gentis et de toute l'équipe de Bonneuil, Seuil, 1976
- La Théorie comme fiction. Freud, Groddeck, Winnicott, Lacan (虚構としての理論 ― フロイト、グロデック、ウィニコット、ラカン), Seuil, 1979
- D'un impossible à l'autre, Seuil, 1982
  - 『母と子の精神分析』(松本雅彦訳, 人文書院, 1984)
- Ce qui manque à la vérité pour être dite (語られるために真実に反すること), Denoël, 1988 (自伝)
- Le nommé et l’innommable : le dernier mot de la vie (名付けられたものと名付けがたいもの ― 人生最後の言葉), Denoël, 1991
- Amour, haine, séparation : renouer avec la langue perdue de l'enfance (愛、憎しみ、別れ ― 幼少期の失われた言語を見出す), Denoël, 1993
- Les mots ont un poids. Ils sont vivants : que sont devenus nos enfants fous (言葉には重みがある。言葉は生きている ― 私たちの気の狂った子どもたちはどうなったのか), Denoël, 1995
- Devenir psychanalyste. Les formations de l'inconscient (精神科医になる ― 無意識の教育), Denoël, 1996
- Elles ne savent pas ce qu'elles dissent (彼女たちは自分が何を言っているのかわかっていない), Denoël, 1997